# Simpsorama
Simpsorama (рус. Симпсорама) — шестой эпизод двадцать шестого сезона американского мультсериала «Симпсоны», является 558-м по счёту в сквозной нумерации. Премьерный показ состоялся 9 ноября 2014 года на телеканале Fox. Эпизод примечателен тем, что является кроссовером к другому американскому мультсериалу, «Футурама» (что явствует из названия), создателем которого, так же, как и «Симпсонов», является Мэтт Грейнинг.

## Сюжет
По указанию директора Скиннера ученики начальной школы закладывают что-нибудь в Спрингфилдскую капсулу времени, которая должна пролежать до XXXI века. Хулиган Барт Симпсон закладывает туда недоеденный гамбургер, в который сморкается, а Милхаус свою счастливую кроличью лапку. Капсула закапывается в центре города, при этом обнаруживается, что она будет лежать в луже с ядовитыми отходами.
В тот же вечер, во время сильной грозы, во двор к Симпсонам падает Бендер. Он проникает в подвал их дома, где знакомится с Гомером и Бартом. Отец семейства немедленно приглашает робота к своим друзьям в «Таверну Мо», потом в боулинг, предлагает Бендеру свою дружбу, которую тот принимает. Тем не менее, Лиза не верит, что этот робот прибыл из будущего, и для установления истины отводит его к профессору Фринку. Тот обнаруживает, что в голове Бендера находится диск с заданием, которое он должен выполнить в прошлом, но о котором он забыл. После перезагрузки робот вспоминает: он явился сюда, чтобы убить Гомера Симпсона, и тот как назло оказывается тут же. Бендер готовится к убийству, но Гомер напоминает ему, что они друзья, и робот останавливается. Однако с Бендером связываются из будущего Гермес Конрад, Туранга Лила, Филип Фрай, Хьюберт Фарнсворт, Зойдберг и из их речей становится ясно: в их времени бесчинствуют какие-то кролики-мутанты, имеющие ДНК Гомера Симпсона. Чтобы спасти жизнь в XXXI веке, надо убить Гомера в веке XXI. Поняв, что Бендер провалил задание, в лабораторию профессора Фринка немедленно переправляются Лила, Фрай и Фарнсворт, готовые к убийству.
Подавив первый приступ ярости, профессора решают попытаться найти научное ненасильственное решение проблемы, а Гомер, Лила, Бендер и Фрай отправляются изучать жизнь XXI века. Гомер приводит их к себе домой, где знакомит с женой. Вскоре профессора выдают результат: кролики-монстры унаследовали от Гомера лишь половину ДНК, поэтому можно пощадить его, но найти и убить «того другого». «Другим» оказывается Мардж Симпсон, но её тоже можно оставить в живых, если узнать и убить того из её троих детей, кто породил кроликов-убийц. Ответ находится немедленно: Бендер голографирует присутствующим экстренный выпуск новостей из будущего — мутанты начали видоизменяться, теперь они похожи на ящероподобных дьяволят с внешностью, голосом и повадками Барта.
Профессора задаются вопросом: как мог маленький мальчик уничтожить будущее? Ответ кроется в соплях Барта, клетки из которых мутировали под воздействием ядерных отходов, соединились с клетками кроличьей лапки, размножились и вырвались на свободу. Таким образом есть бескровный выход: откопать обратно капсулу времени. Все прибывают к месту её захоронения, начинают её извлечение, но в этот момент всех пришельцев из будущего и семью Симпсонов выбрасывает в 3014 год: мутанты повредили генератор, питающий временно́й портал. В 2014 году остаются лишь Бендер и Мэгги.
План действия в 3014 году такой: Гомер и Фрай попытаются починить генератор, Лиза соберёт всех мутантов-Бартов в одном месте, а профессор Фарнсворт отправит их в космос. Лиза заманивает всех мутантов в здание Мэдисон-Кьюб-Гарден, заявив, что там раздают шоколадки Butterfinger. Всех собранных там чудищ корабль «Межпланетного экспресса» выбрасывает в космос.
Нью-Нью-Йорк (с этого момента Нью-Нью-Нью-Йорк) начинает отстраиваться заново после разрухи. Генератор починен, и Симпсонов возвращает в своё время. Оказывается, пока Бендер был здесь с Мэгги, он играл на скачках, так как помнил результаты всех забегов прошлого, и неплохо на этом заработал. Однако Бендер не может отправиться в своё время, так как сам является порталом, поэтому он просто заводит себе будильник на тысячу лет и отключается. Гомер относит неподвижное тело в свой подвал.
Мэдисон-Кьюб-Гарден разбился на планете Омикрон Персей Восемь, где живут Лррр и Нднд, и теперь уцелевшие «Барты» всё грызут и крушат здесь.

## Приглашённые знаменитости
Основной состав мультсериала «Футурама»
- Джон Ди Маджо — Бендер
- Дэвид Херман — Скраффи
- Морис Ламарш — Морбо, Робот-Гедонист, Лррр
- Фил Ламарр — Гермес Конрад
- Кэти Сагал — Туранга Лила
- Лорен Том — Эми Вонг
- Фрэнк Уэлкер — Зубастик
- Билли Уэст — Филип Фрай, Хьюберт Фарнсворт, Зойдберг

## Критика
- Премьерный показ эпизода посмотрели 6,7 миллионов зрителей — это была самая большая аудитория в тот вечер на канале Fox; премьера эпизода Brian the Closer (аудитория 3,63 млн) мультсериала «Гриффины» заняла лишь третье место[1], хотя обычно рейтинги этих мультсериалов примерно равны.
- Критик Макс Николсон из IGN сказал, что «основная сюжетная линия эпизода несколько уныла, особенно по сравнению более эпичными сюжетными линиями „Футурамы“», «малая длина эпизода (22 минуты) повлияла на то, что в будущем Симпсоны проводят слишком мало экранного времени, в связи с этим роли Зойдберга, Гермеса и Эми очень скудны, а Зеппа Браннигана нет вовсе»[2].
- Критики Зэк Хэндлен и Деннис Перкинс из The A. V. Club[англ.] отметили: «Эпизод расстроил меня, хотя и не был душераздирающим», «было больно видеть, как два мультсериала, достигшие своей наивысшей мощи в юморе и эмоциональной глубине, свелись к чему-то наподобие „Скуби-Ду встречает Гарлем Глобтроттерс“», «были несколько хороших гэгов… все они придавали эпизоду здравый смысл. Но наличие смысла не делает что-то необходимым», «худшее — это небольшой эпизод с собакой Фрая, Сеймуром, не имеющий ни малейшего смысла (Сеймур в Нью-Йорке, а не в Спрингфилде). Это небрежная дешёвая попытка использовать один из самых эмоциональных эпизодов „Футурамы“, для этого нет абсолютно никаких причин, это ничего не добавляет к сюжету, это не смешно»[3].
- Критик Даррен Фрэнич из Entertainment Weekly высказался так: «Лучшие шутки были в первой половине эпизода», «эпизод имел ответвлённые вставки и смутно определяемых персонажей, но также имел и подлинное стремление соответствовать лучшей и наиболее сумасшедшей научной фантастике»[4].